# Albert Ranft
Albert Adam Ranft, född 23 november 1858 i Stockholm, död 5 oktober 1938 i Stockholm, var en svensk teaterchef och teaterman som under en period ägde samtliga Stockholms privatteatrar och därmed förtjänade epitetet "teaterkungen". 
Som regissör tillhörde han inte de mest konstnärligt högtstående och arbetade mest i lättare genrer såsom lustspel, men som teaterchef organiserade han både folklig nöjesteater och tidens spjutspetsdramatik som Strindberg. Hans storhetstid får förstås mot bakgrund av dels Ranfts personliga förmågor att knyta rätt kontakter och engagera personer med talang, förmågan att vädra rätt i tiden och att han genom arv fått ekonomiska resurser att realisera sina planer, dels att tiden var gynnsam för teater som affärsverksamhet på ett sätt den varken varit förut eller blev senare; han befann sig i tiden efter teatermonopolets upphävande men innan man byggt upp system för statliga och kommunala subventioner av teatern (och före ljudfilmens genombrott). Efter epoken Ranft blev det, på grund av det offentligt finansierade teaterutbudet, allt svårare att driva privatteater med höga konstnärliga ambitioner.

## Biografi
Albert Ranft var son till snickarmästaren Adolf Fredrik Ranft. Han studerade en tid 1875 vid Dramatiska teaterns elevskola. Hans debut som skådespelare är oklar men sommaren 1875 tog han anställning i F. Nelsons resande teatersällskap, året efter spelade han i den danska skådespelaren Magda von Dolckes teatersällskap i Örebro och sedan 1876–1877 i Knut Tivanders operettsällskap, en större och mer välkänd grupp. 1877–1878 var han anställd hos Ludvig Otterström, 1878–1881 hos Gustaf Bergström och Gustaf Haqvinius på Södra teatern och 1881–1882 hos August Warberg vid Mindre teatern. 1882 knöts han till August Lindbergs teatersällskap, som han 1884 övertog och ledde fram till 1886.
Ranft engagerades 1886-1890 som regissör och skådespelare vid Stora teatern i Göteborg och hos Hjalmar Selander 1890-1892. Han blev åter självständig genom att överta Stora teatern i Göteborg samtidigt som han drev ett kringresande teatersällskap 1892-1893. Hösten 1893 fick han en stor framgång med Frans Hedbergs översättning av det danska sagospelet Et Folkesagn, vilket försvenskat och anknutet till lokalsägen om Ljungby horn och pipa fick heta Ljungby horn. Huvudrollerna spelades av Anders de Wahl och Constance Gottschalk och pjäsen gavs på Storan i Göteborg, i Malmö och på Djurgårdsteatern i Stockholm totalt 117 gånger på mindre än 10 månader. 
1895 övertog Ranft Vasateatern i Stockholm, och drev därmed samtidigt scener i två olika svenska städer. Till Vasan knöt han skådespelarnamn som Anders de Wahl, Tore Svennberg, Julia Håkansson, Gerda Lundequist och regissören Harald Molander, som satte upp seriösa dramatiska verk som Ibsen och Shakespeare. Albert Ranft betecknades på tidigt 1900-tal som Stockholms teaterkung; han var under en tid chef för samtliga sju privatteatrar i Stockholm:
Vasateatern 1895-1928, Svenska teatern 1899-1925, Södra teatern 1900-1926, Östermalmsteatern från 1903, Kungliga teatern från 1908, Oscarsteatern 1906-1926 samt Djurgårdsteatern somrarna 1892-1896 och från 1898. Dessutom drev han Stockholmsoperan 1908-1910[källa behövs] eller 1909-1911, Alhambrateatern 1919-1923 och även Stora Teatern i Göteborg 1899-1917 som operettscen. 1903 hade Ranfts företag omkring 400 fast anställda och nästan lika mycket tillfälligt anställd personal. 
Svenska teatern på Blasieholmen blev Ranfts seriösa huvudscen, dit ensemblen från Vasateatern flyttade. På Svenska teatern premiäruppfördes flera pjäser som har satt avtryck i teater- och filmhistorien, bland annat Strindbergs Ett drömspel, och teatern ansågs allmänt vara i klass med Dramaten. Hans övriga teatrar hade lättare repertoar med Södra teatern som scen för lustspel. Troligen användes en del av inkomsterna från teatrar med folkligare repertoar ibland för att finansiera den högre dramatiken på Svenska teatern.
Ranfts försök att driva Stockholmsoperan var ett riskabelt företag då operan redan gick dåligt. På det förlorade han mycket pengar, liksom på ett par andra felsatsningar. Filmen blev en allt värre konkurrent om publiken och ett par år in på 1920-talet fick Ranfts företag ekonomiska problem. 1925 brann Svenska teatern, som visserligen var försäkrad men Ranft hade inte råd att reparera och inreda på nytt. 1926 gick hans företag i konkurs. Han startade om på nytt, men gick igenom en ny konkurs 1929.
Ranft var en svuren fiende till filmen, och hans skådespelare var kontraktförbjudna att filma. Själv medverkade han dock i två statistroller på film.
Albert Ranft är begravd på Norra begravningsplatsen i Stockholm.

## Familj
Ranft föddes i en tämligen välbärgad familj. Han var son till snickarmästare A. F. Ranft och Katarina Amalia Ranft, född Reijhell. Han var från 1878 gift med skådespelaren Alma Helin och från 1893 med skådespelaren Lisa Ranft, med vilken han hade barnen operettsångaren Kajsa Ranft och skådespelaren Nils Ranft.
Han var bror till skådespelaren Gustaf Ranft.

## Filmografi
- 1927 – En perfekt gentleman
- 1930 – För hennes skull

## Teater

### Regi (ej komplett)
| År   | Produktion                                     | Upphovsmän                                           | Teater                                           |
| ---- | ---------------------------------------------- | ---------------------------------------------------- | ------------------------------------------------ |
| 1889 | Ett köpmanshus i skärgården                    | Frans Hedberg                                        | Stora Teatern, Göteborg                          |
| 1901 | Stiliga Agusta                                 | Gustaf af Geijerstam                                 | Södra Teatern                                    |
| 1910 | Penelope                                       | Somerset Maugham                                     | Vasateatern                                      |
| 1911 | Spökhotellet L'Hôtel du libre-échange          | Georges Feydeau och Maurice Desvalliéres             | Oscarsteatern                                    |
| 1912 | Spökhotellet L'Hôtel du libre-échange          | Georges Feydeau och Maurice Desvallieres             | Vasateatern                                      |
| 1912 | Frihetsbröderna Les Brigands                   | Jacques Offenbach, Henri Meilhac och Ludovic Halévy  | Oscarsteatern                                    |
| 1912 | Leontines män Les Maris de Leontine            | Alfred Capus                                         | Vasateatern                                      |
| 1913 | Borgmästarinnan La Présidente                  | Maurice Hennequin och Pierre Veber                   | Vasateatern                                      |
| 1916 | Fruar på krigsstråt Le Dindon                  | Georges Feydeau                                      | Djurgårdsteatern                                 |
| 1920 | Don Cesar                                      | Rudolf Dellinger och Oscar Walther                   | Oscarsteatern regi tillsammans med Elvin Ottoson |
| 1921 | Borgmästarinnan La Présidente                  | Maurice Hennequin och Pierre Veber                   | Vasateatern                                      |
| 1921 | Niniche                                        | Marius Boullard, Alfred Hennequin och Albert Millaud | Oscarsteatern                                    |
| 1921 | Annonsera! It Pays To Advertise                | Roi Cooper Megrue och Walter Hackett                 | Vasateatern                                      |
| 1921 | Frihetsbröderna Les Brigands                   | Jacques Offenbach, Henri Meilhac och Ludovic Halévy  | Oscarsteatern                                    |
| 1922 | Spökhotellet L'Hôtel du libre-échange          | Georges Feydeau och Maurice Desvallières             | Vasateatern                                      |
| 1923 | Fruar på krigsstråt Le Dindon                  | Georges Feydeau                                      | Vasateatern                                      |
| 1924 | Borgmästarinnan La Présidente                  | Maurice Hennequin och Pierre Veber                   | Vasateatern                                      |
| 1925 | Herrn kommer klockan 5 Le Monsieur de 5 heures | Maurice Hennequin och Pierre Veber                   | Vasateatern regi tillsammans med Knut Nyblom     |
| 1926 | Borgmästarinnan La Présidente                  | Maurice Hennequin och Pierre Veber                   | Vasateatern                                      |
| 1926 | Niniche                                        | Marius Boullard, Alfred Hennequin och Albert Millaud | Vasateatern                                      |
| 1932 | Onsdagsflickan Onsdagsveninde                  | Paul Sarauw                                          | Folkteatern                                      |

### Roller (ej komplett)
| År   | Roll                                  | Produktion                                                          | Regi                     | Teater                     |
| ---- | ------------------------------------- | ------------------------------------------------------------------- | ------------------------ | -------------------------- |
| 1881 | Krogh                                 | Under förmälningshögtidligheterna Frans Hedberg                     |                          | Mindre teatern             |
| 1881 | Raoul de Gardefeu, en parisisk dandy  | Pariserliv Jacques Offenbach, Henri Meilhac och Ludovic Halévy      |                          | Mindre teatern             |
| 1881 | Carmagnola, en rövare                 | Frihetsbröderna Jacques Offenbach, Henri Meilhac och Ludovic Halévy |                          | Mindre teatern             |
| 1882 | Richard                               | Gipsfiguren Th Taube                                                |                          | Mindre teatern             |
| 1882 | Fernand Mondego, Grefve de Morcerf    | Greven av Monte Christo Alexandre Dumas den äldre                   |                          | Mindre teatern             |
| 1892 | Hotar                                 | Ett silverbröllop Emma Gad                                          |                          | Djurgårdsteatern           |
| 1895 | Blanchon                              | Maskeraden Alexandre Bisson och Albert Carré                        |                          | Vasateatern                |
| 1896 | Fernand de Bois-d'Enghien             | Fernands giftermål Georges Feydeau                                  |                          | Vasateatern                |
| 1900 | Artur                                 | En skandal Otto Benzon                                              |                          | Svenska teatern, Stockholm |
| 1906 | Greve de Foucheron                    | Fruarna Montanbrèche Clairville och Victor Bernard                  |                          | Svenska teatern, Stockholm |
| 1907 |                                       | Fernands giftermål Georges Feydeau                                  |                          | Vasateatern                |
| 1911 |                                       | Spökhotellet Georges Feydeau och Maurice Desvalliéres               |                          | Oscarsteatern              |
| 1912 | Celestin Pinglet                      | Spökhotellet Georges Feydeau och Maurice Desvallieres               | Albert Ranft             | Vasateatern                |
| 1913 | Cyprien Gaudet                        | Borgmästarinnan Maurice Hennequin och Pierre Veber                  | Albert Ranft             | Vasateatern                |
| 1915 | Fernand Bois d'Enghien                | Ferdinands giftermål Georges Feydeau                                |                          | Vasateatern                |
| 1921 | Cyprien Gaudet                        | Borgmästarinnan Maurice Hennequin och Pierre Veber                  | Albert Ranft             | Vasateatern                |
| 1921 | Ambrose Peale                         | Annonsera! Roi Cooper Megrue och Walter Hackett                     | Knut Nyblom              | Vasateatern                |
| 1923 | Redillon                              | Fruar på krigsstråt Georges Feydeau                                 | Albert Ranft             | Vasateatern                |
| 1924 | Cyprien Gaudet                        | Borgmästarinnan Maurice Hennequin och Pierre Veber                  | Albert Ranft             | Vasateatern                |
| 1924 | Ambrose Peale                         | Annonsera! Roi Cooper Megrue och Walter Hackett                     |                          | Vasateatern                |
| 1925 | Léon Precardan                        | Herrn som kommer klockan 5 Maurice Hennequin och Pierre Veber       | Knut Nyblom Albert Ranft | Svenska teatern            |
| 1926 | Greve de Montoire-Grandpré            | De nya herrarna Robert de Flers och Francis de Croisset             | Gunnar Klintberg         | Vasateatern                |
| 1926 | Doktor Johnsson                       | Dollar Hjalmar Bergman                                              | John W. Brunius          | Oscarsteatern              |
| 1926 | Cyprien Gaudet                        | Borgmästarinnan Maurice Hennequin och Pierre Veber                  | Albert Ranft             | Vasateatern                |
| 1926 | Greve Corniski                        | Niniche Marius Boullard, Alfred Hennequin och Albert Millaud        | Albert Ranft             | Vasateatern                |
| 1928 | Alexander Nyberg                      | Alexander den Store Gustav Esmann                                   |                          | Oscarsteatern              |
| 1932 | Cyprien Gaudet                        | Borgmästarinnan Maurice Hennequin                                   |                          | Folkteatern                |
| 1932 | Siegfrid Meyer, försäkringstjänsteman | Onsdagsflickan Paul Sarauw                                          | Albert Ranft             | Folkteatern                |
| 1932 | Grosshandlaren                        | Hemslavinnor Christian Bogø och Axel Frische                        |                          | Folkteatern                |

## Bilder

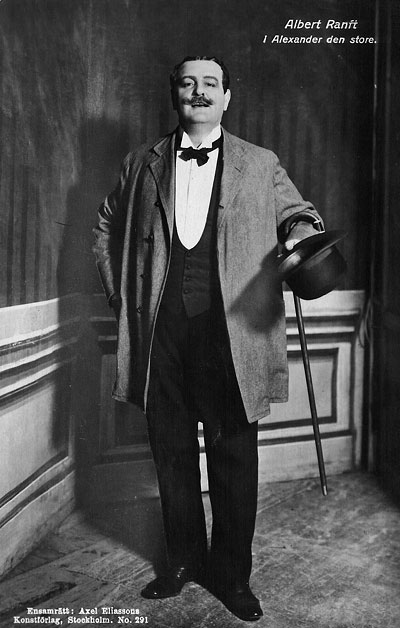
Albert Ranft i Alexander den Store.
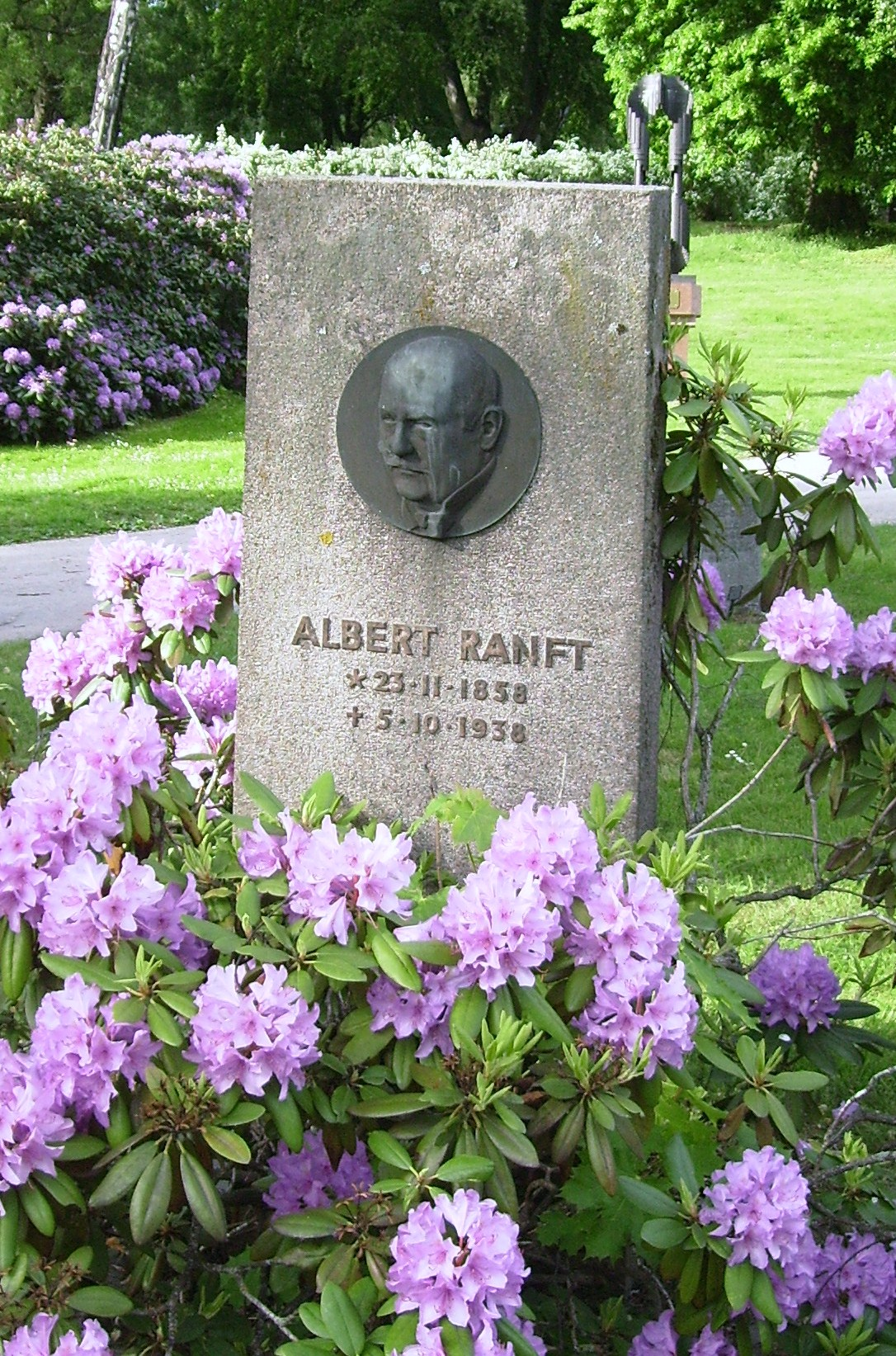
Albert Ranfts gravvård på Norra begravningsplatsen i Solna kommun.